# Kerrianu
Kerrianu es un despoblado que actualmente forma parte de la localidad de Musitu, del concejo de Real Valle de Laminoria, que está situado en el municipio de Arraya-Maestu, en la provincia de Álava, País Vasco (España).

## Localización
Estaba situado entre las localidades de Musitu y Onraita.

## Historia
Documentado desde 1025 (Catálogo de San Millán), antes de 1556 estaba despoblado.
Actualmente sus tierras son conocidas con el topónimo de Guerriau.